# 中国国民党革命委员会云南省委员会
中国国民党革命委员会云南省委员会，简称民革云南省委、云南民革，是中国国民党革命委员会在云南省的地方组织。

## 沿革
1950年7月22日，民革中央第二十七次常委（扩大）会议第四次会议决定成立民革云南省分部筹备委员会。1956年5月，筹备工作完成，召开民革云南省第一次党员大会，选举产生民革云南省第一届委员会。文化大革命期间停止运作。1980年2月召开民革云南省第四次党员大会，选出民革云南省第四届委员会。

## 机构设置
- 办公室
- 组织处
- 宣传处
- 社会服务处
- 调研处
- 联络处

## 职责
1. 贯彻执行中共中央关于统一战线工作的路线、方针、政策和民革中央、民革云南省委的决议、决定；当好民革云南省委的参谋和助手。
2. 根据民革云南省委的有关决定，拟定组织建设和思想建设的具体规划和措施，并推动其贯彻执行；指导云南民革各级地方组织和基层组织进行自身建设和开展各项工作；反映下属各级组织广大民革党员及其所联系人士的意见、建议和要求。
3. 承办民革云南省委参政议政工作的各项具体事务；联系对口部门；组织调查研究；撰写有关文稿。
4. 发挥民革的优势，加强和扩大与台湾各界人士的联系，积极开展海外联谊工作，为促进祖国和平统一服务。
5. 调动民革党员及联系人士的积极性，发挥他们的优势和特长，大力开展以智力支边、智力扶贫为主要内容的各种社会服务工作。
6. 负责民革云南省委全委会和常委会的一切会务工作和其他事务性工作；承办民革云南省委主办、协办的各种政治活动。
7. 承办民革中央和民革云南省委交办的其他事务。

## 历任领导
民革云南省第一届委员会
- 任期：1956年5月－1959年3月
- 主任委员：龚自知
- 副主任委员：张天放、龙泽汇、阮绍文
- 常务委员：龚自知、张天放、陈复光、龙泽汇、普梅夫、曾恕怀、杨春洲、谢崇文、阮绍文
- 秘书长：普梅夫

民革云南省第二届委员会
- 任期：1959年3月－1961年11月
- 主任委员：张天放
- 副主任委员：龙泽汇
- 常务委员：张天放、龙泽汇、曾恕怀、李韵涛、李济五、瞿明宙、杨绍珠、杨希闵、曾万钟
- 秘书长：李济五

民革云南省第三届委员会
- 任期：1961年11月－1966年
- 主任委员：张天放
- 副主任委员：龙泽汇
- 常务委员：张天放、龙泽汇、白肇学、李济五、李韵涛、曾万钟、曾恕怀、杨希闵、杨绍珠、杨炳麟、瞿明宙
- 秘书长：李济五

民革云南省第四届委员会
- 任期：1980年2月－1984年11月
- 主任委员：张天放
- 副主任委员：龙泽汇、杨春洲、曾恕怀
- 常务委员：张天放、龙泽汇、杨春洲、李济五、曾恕怀、杨绍珠、杨炳麟、张公达、李怀之、谢崇文、任孝宗
- 秘书长：李济五

民革云南省第五届委员会
- 任期：1984年11月－1988年10月
- 主任委员：龙泽汇
- 副主任委员：杨春洲、林南园、李济五、杨绍珠、周应嫄、万彤
- 秘书长：周应嫄

民革云南省第六届委员会
- 任期：1988年10月－1992年9月
- 主任委员：龙泽汇
- 副主任委员：卢邦正、林南园、周应嫄、万彤
- 秘书长：张健工

民革云南省第七届委员会
- 任期：1992年9月－1997年4月
- 主任委员：卢邦正
- 副主任委员：金家富、万彤、马乔云
- 秘书长：万彤

民革云南省第八届委员会
- 任期：1997年4月－2002年3月
- 主任委员：卢邦正
- 副主任委员：万彤、马乔云、罗士德、杨保建、周跃（2001年2月增选）
- 秘书长：马乾

民革云南省第九届委员会
- 任期：2002年4月－2007年5月
- 主任委员：卢邦正[3]
- 副主任委员：万彤、罗士德、杨保建、周跃、王四代、李瑾（2006年4月增选）
- 秘书长：马乾

民革云南省第十届委员会
- 任期：2007年6月－2012年5月
- 主任委员：杨保建
- 副主任委员：周跃、王四代、李瑾、朱燕、彭桓（2010年9月增选）
- 秘书长：李兴华

民革云南省第十一届委员会
- 任期：2012年6月－2017年6月
- 主任委员：杨保建
- 副主任委员：周跃、王四代、李瑾、李兴华、万立
- 秘书长：金昊

民革云南省第十二届委员会
- 任期：2017年6月－2022年5月
- 主任委员：杨保建
- 副主任委员：李瑾、朱燕、李兴华、万立、李广良、杜官本
- 秘书长：金昊

民革云南省第十三届委员会
- 任期：2022年6月2日－
- 主任委员：于干千
- 副主任委员：万立、李广良、杜官本、王智勇、邓水云、陈翡敏
- 秘书长：